# Jugendreligion
Die Begriffe Jugendreligion und Jugendsekte waren vor allem in den 1970er und 1980er Jahren übliche Bezeichnungen für religiös-weltanschauliche Gruppen, die besonders Jugendliche ansprachen. Friedrich Wilhelm Haack, der Beauftragte für Sekten- und Weltanschauungsfragen der Evangelisch-Lutherischen Landeskirche in Bayern, prägte den Begriff der „neuen Jugendreligionen“ seit 1974 und trug maßgeblich zu seiner Verbreitung bei. Den Begriff „Jugendsekten“ lehnte er ausdrücklich ab, da er das Phänomen unzutreffend beschreibe.

## Gemeinsame Kennzeichen, verschiedene Gruppierungen
Als gemeinsame Kennzeichen galten eine synkretistische Lehre aus Elementen des Christentums und fernöstlichen Religionen, die Verehrung einer zentralen Führergestalt, eine totalitäre organische Struktur, Elitebewusstsein sowie Lebens- und Gütergemeinschaft. Namentlich wurden im Bericht der Bundesregierung von 1979 als Jugendreligionen klassifiziert:
- Ananda Marga
- Divine Light Mission
- Hare-Krishna-Bewegung/ISKCON
- Kinder Gottes
- Neo-Sannyas (auch Bhagwan/Osho-Bewegung genannt) [2]
- Scientology-Kirche
- Landmark Education/EST (Erhard Seminars Training / Das Forum); damals: The Centers Network[2]
- Transzendentale Meditation
- Vereinigungskirche

## Rezeption
Die Thematik hatte ein enormes Medienecho. In Zeitschriften und Zeitungen erschienen zahlreiche Berichte über Jugendliche, die sich ihrem Elternhaus entfremdeten und einer derartigen Jugendreligion anschlossen. Vorgeworfen wurde diesen Gemeinschaften, dass sie ihre Mitglieder erniedrigten und von der Außenwelt abschotteten, insbesondere der eigenen Familie.
Man sah in dem Phänomen weniger ein religiöses als ein soziales Problem. So gab das Handbuch Religiöse Gemeinschaften der Vereinigten Evangelisch-Lutherischen Kirche Deutschlands 1979 dem Abschnitt Jugendreligionen den Untertitel Protestreligionen am Rande der Gesellschaft. Das Bundesministerium für Jugend, Familie und Gesundheit unter Ministerin Antje Huber erklärte im selben Jahr die Hinwendung zu Jugendreligionen ausdrücklich als Form einer Realitätsflucht und als Hinweis auf „Mängel in der Vermittlung von Werten“.
In den 80er Jahren kam es hinsichtlich der Jugendreligionen zu erheblichen Kontroversen in der Öffentlichkeit. Zahlreiche Ausschüsse des Bundestages sowie eine Enquete-Kommission befassten sich mit der Angelegenheit. Dabei gab es vor allem in der Frage der Abgrenzung Auseinandersetzungen. So kämpfte die Transzendentale Meditation jahrelang gerichtlich gegen die Etikettierung als Jugendsekte. Auch die Scientology-Kirche wies diese Einstufung zurück, während die anderen Gruppen zumindest ihr öffentliches Auftreten deutlich verändert haben. 
Das Bundesverfassungsgericht erklärte dazu 1991, dass es bei der Inanspruchnahme des Grundrechts der Glaubens- und Bekenntnisfreiheit nach Artikel 4 Grundgesetz nicht allein auf das Selbstverständnis ankommt, sondern auf den geistigen Gehalt und das äußere Erscheinungsbild. Am 26. Juni 2002 räumte es ein, dass dieses Grundrecht zwar keinen Schutz dagegen bietet, dass sich der Staat und seine Organe mit den Trägern dieses Grundrechts sowie ihren Zielen und Aktivitäten öffentlich – auch kritisch – auseinandersetzen. Diese Auseinandersetzung habe

„allerdings das Gebot religiös-weltanschaulicher Neutralität des Staates zu wahren und muss daher mit Zurückhaltung geschehen. Diffamierende, diskriminierende oder verfälschende Darstellungen einer religiösen oder weltanschaulichen Gemeinschaft sind dem Staat untersagt.“